# Christopher M. Perrins
Christopher Miles Perrins, LVO FRS, (* 11. Mai 1935), häufig Christopher M. Perrins oder Chris Perrins, ist ein britischer Ornithologe und Sachbuchautor.

## Leben
Perrins ist der Sohn von Leslie Howard und Violet Amy Perrins, geborene Moore. Er wurde an der Charterhouse School und dem Queen Mary College ausgebildet, wo er 1957 den Bachelor of Science in Zoologie erlangte. Anschließend absolvierte er sein Doktoratsstudium an der University of Oxford, wo er 1963 unter Leitung von David Lack mit der Dissertation Some factors influencing brood-size and populations in tits zum Ph.D. promoviert wurde. Im selben Jahr heiratete er Mary Ceresole Carslake. Aus dieser Ehe gingen zwei Kinder hervor.
Die Forschungsinteressen von Perrins umfassen die Populationsdynamik und Fortpflanzungsbiologie von Vögeln, insbesondere von Meisen (Paridae), Höckenschwänen sowie Seevögeln auf den walisischen Inseln Skomer und Skokholm. Er untersuchte die Vergiftung von Schwänen durch Bleischrot, und er ist bekannt für seine Arbeiten zur Vogelpopulationsökologie, insbesondere über die Fortpflanzungsraten. Daneben leistete er Beiträge zu einer wegweisenden Langzeitstudie über die Populationsökologie der Kohlmeise in Wytham Woods, einer Site of Special Scientific Interest in einem Mischwald, die 1947 vom Evolutionsbiologen David Lack geschaffen wurde.
Von 1992 bis 2002 war Perrins Professor für Ornithologie an der University of Oxford, wo er mehrere erfolgreiche Doktoranden, darunter Matt Ridley und Tim Birkhead, betreute. 
Von 1974 bis 2002 war er Direktor des Edward Grey Institute of Field Ornithology. 
Nach dem Tod von Stanley Cramp im Jahr 1987 übernahm Perrins die Herausgeberschaft der Enzyklopädie The Birds of the Western Palearctic.

## Mitgliedschaften
Perrins ist Mitglied bei der American Ornithologists’ Union (korrespondierendes Mitglied (1976), Mitglied auf Lebenszeit (1983)), der Deutschen Ornithologen-Gesellschaft (korrespondierendes Mitglied (1991), Mitglied auf Lebenszeit (2001)), der Nederlandse Ornithologische Unie (Mitglied auf Lebenszeit (1992)) und der Sociedad Española de Ornithología (Mitglied auf Lebenszeit (2004)). Von 1990 bis 1994 war er Präsident des International Ornithological Congress, von 1993 bis 1994 Präsident der European Ornithological Union und von 2003 bis 2007 Präsident der British Ornithologists’ Union.

## Ehrungen
1987 wurde Perrins zum Lieutenant des Royal Victorian Order (LVO) und 1993 zum Schwanwärter der britischen Krone ernannt. 1988 erhielt er die Godman-Salvin Medal der British Ornithologists’ Union und 1992 die RSPB Medal der Royal Society for the Protection of Birds. 1996 wurde ihm die Ehrendoktorwürde des Queen Mary & Westfield College und 1997 die Mitgliedschaft als Fellow (FRS) in der Royal Society verliehen.

## Schriften (Auswahl)
- British Tits, 1979
- Mute Swan, 1985
- mit A. L. A. Middleton: Encyclopedia of Birds, 1985 (deutsch: Pareys Naturführer Plus, Vögel. Biologie Bestimmen Ökologie, 1987)
- Handbook of the Birds of Europe, the Middle East, and North Africa: The Birds of the Western Palearctic Bd. V: Tyrant Flycatchers to Thrushes, 1988
- Handbook of the Birds of Europe, the Middle East, and North Africa: The Birds of the Western Palearctic Bd. VI: Warblers, 1992
- Handbook of the Birds of Europe, the Middle East, and North Africa: The Birds of the Western Palearctic Bd. VII: Flycatchers to Shrikes, 1993
- Handbook of the Birds of Europe, the Middle East, and North Africa: The Birds of the Western Palearctic Bd. VIII: Crows to Finches, 1994
- Handbook of the Birds of Europe, the Middle East, and North Africa: The Birds of the Western Palearctic Bd. IX: Buntings and New World Warblers, 1994
- The Illustrated Encyclopedia of Birds. The Definitive Reference to Birds of the World, 1996 (deutsch: Die große Enzyklopädie der Vögel, 1996)
- mit David William Snow: The Birds of the Western Palearctic Concise Edition, 2 Bände, 1998
- The New Encyclopedia of Birds, 2003 (deutsch: Die BLV Enzyklopädie Vögel der Welt, deutsche Übersetzung von Einhard Bezzel, 2004)
- mit Jonathan Elphick: The Complete Encyclopedia of Birds and Bird Migration, 2004
- mit Peter Savill, Keith Kirby und Nigel Fisher: Wytham Woods: Oxford’s Ecological Laboratory, 2011